# Carlos Francisco
Carlos Domingo Francisco Serrano (sinh ngày 22 tháng 5 năm 1990) là một cầu thủ bóng đá người Cuba thi đấu cho Santiago de Cuba, ở vị trí hậu vệ trái.

## Sự nghiệp câu lạc bộ
Francisco thi đấu cho câu lạc bộ quê nhà Santiago de Cuba.

## Sự nghiệp quốc tế
Anh ra mắt quốc tế cho Cuba vào tháng 8 năm 2008 trong trận đấu tại Vòng loại giải vô địch bóng đá thế giới trước Trinidad & Tobago và tính đến tháng 2 năm 2018, có tổng cộng 46 lần ra sân, không ghi được bàn nào. has represented his country in FIFA World Cup qualifying matches.